# Tanganikallabes
Tanganikallabes is een geslacht van straalvinnige vissen uit de familie van de kieuwzakmeervallen (Clariidae).

## Soort
- Tanganikallabes alboperca Wright & Bailey, 2012
- Tanganikallabes mortiauxi Poll, 1943
- Tanganikallabes stewarti Wright & Bailey, 2012